# Odpowiedzialność na zasadzie winy
Odpowiedzialność na zasadzie winy – rodzaj odpowiedzialności cywilnej według polskiego prawa cywilnego. Opiera się na etycznym założeniu, że ten, kto swoim zawinionym czynem wyrządził komuś szkodę, powinien ponosić konsekwencję swego zachowania i wyrównać poszkodowanemu doznaną przez niego szkodę.
Odpowiedzialność na zasadzie winy zawarta jest w artykułach 415, 416 i 471 Kodeksu cywilnego.